# Ingrid Steen
Ingrid Steen, född den 12 december 1967 i Trondheim, Norge, är en norsk handbollsspelare.

## Karriär

### Klubblagsspel
Steen van norska mästerskap (=cupen i Norge) med Sverresborg  1983 och 1984, blev seriemästare  1986 med Sverresborg . Seriemästare med IL Vestar 1989. Steen blev utsedd till årets spelare i elitserien 1986. Hon har dessutom representerat klubbarna Astor, Byåsen IL,  Bækkelagets SK, Refstad-Veitvet, Stabæk IF, Trøgstad IL.

### Landslagspel
Hon var med och tog VM-brons  1986 som var inledningen till Norges sejour som ett världslag i damhandboll, EM-bronset 1994 var hennes sista mästerskapsmedalj Sammanlagt har hon spelat 163 landskamper och gjort 585 mål. Främsta meriten är OS-silver i damernas turnering i samband med de olympiska handbollstävlingarna 1988 i Seoul. Hon tog även OS-silver igen i damernas turnering i samband med de olympiska handbollstävlingarna 1992 i Barcelona.